# Tay Zonday
Tay Zonday, pseudoniem van Adam Nyerere Bahner (Minneapolis (Minnesota), 6 juli 1982), is een Amerikaans singer-songwriter en toetsenist.
Tay Zonday geniet vooral bekendheid door zijn compositie met begeleidende clip Chocolate Rain, die op internet uitgroeide tot een waar fenomeen vanwege Zondays geprononceerde zware, donkere stem. De video van Chocolate Rain was in september 2021 meer dan 130 miljoen keer op YouTube bekeken.
Naast Chocolate Rain heeft Zonday nog een kleine twintig andere nummers op YouTube geplaatst. Voor zijn prestaties ontving hij een YouTube Award en werd hij genomineerd voor de People's Choice Award en een Webby Award.

## Biografie
Tay Zonday mocht naar eigen zeggen van zijn ouders niet naar popmuziek luisteren toen hij jong was. Toen downloadsites als Napster op internet verschenen, begon hij stiekem naar popmuziek te luisteren. Hoewel hij van zijn ouders houdt en enkele nummers aan hen heeft opgedragen, omschrijft hij zichzelf als een "muzikaal weeskind" en houdt hij er dan ook geen muzikale voorbeelden op na. Zonday vertelde zelf dat zijn stem wordt vergeleken met grote namen als James Earl Jones, Paul Robeson en Barry White.
Hij volgde een studie Amerikanistiek aan de Universiteit van Minnesota.

## Singles
Tay's singles in chronologische volgorde zijn:
- "Demons on the Dance Floor"
- "Love" (featuring Kooby)
- "Never Gonna Give You Up" (een Rick Astley cover)
- "Chocolate Rain"
- "Internet Dream"
- "The Only Way"
- "Do the Can't Dance"
- "Say No to Nightmares"
- "Someday"
- "Too Big for You"
- "Get It Back" (Thug Remix)
- "Cherry Chocolate Rain"
- "Chasing Eden"
- "Crash into Weird"
- "Start Me Up" (karaokeversie van het nummer van The Rolling Stones)
- "Remembering You"
- "Explode"
- Voor het drankmerk Dr Pepper maakte hij een remix van "Chocolate Rain", genaamd "Cherry Chocolate Rain"
- "Traffic Machine"
- "Someone To Hold"
- "Running from the Concrete" (met Vassy)

## Trivia
- In de South Park-aflevering Canada on Strike werd Tay Zonday geparodieerd.